# بيل بورغس
بيل بورغس (بالإنجليزية: Bill Burgess)‏ هو مدرب رياضي وسباح بريطاني، ولد في 15 يونيو 1872 في روثرهام ‏ في المملكة المتحدة، وتوفي في 5 يوليو 1950 في باريس في فرنسا.

## روابط خارجية
- بيل بورغس على موقع اللجنة الأولمبية الدولية (الإنجليزية)
- بيل بورغس على موقع أوليمبيديا (الإنجليزية)
- بيل بورغس على موقع اللجنة الأولمبية البريطانية (الإنجليزية)